# ليزلي هوب
ليزلي هوب (بالإنجليزية: Leslie Hope)‏ هي مخرجة ومنتجة وكاتبة سيناريو وممثلة كندية، ولدت في 6 مايو 1965 في كندا.

## أعمال

### أفلام
- (1986) سيف جدعون
- (1993) باريس، فرنسا
- (2008) لا تتراجع[2]
- (2015) القمة القرمزية[3]

### مسلسلات
- 24
- نيو أورليانز
- كاسل
- هاوس

## وصلات خارجية
- ليزلي هوب على موقع IMDb (الإنجليزية)
- ليزلي هوب على موقع ألو سيني (الفرنسية)
- ليزلي هوب على موقع أول موفي (الإنجليزية)
- ليزلي هوب على موقع أول موفي (الإنجليزية)
- ليزلي هوب على موقع قاعدة بيانات الأفلام السويدية (السويدية)
- ليزلي هوب على موقع إن إن دي بي (الإنجليزية)
- ليزلي هوب على موقع قاعدة بيانات الفيلم (الإنجليزية)
- ليزلي هوب على موقع كينوبويسك (الروسية)
- ليزلي هوب على موقع كينوبويسك (الروسية)